# Ohio State Buckeyes
Ohio State Buckeyes – nazwa drużyn sportowych Ohio State University w Columbus, biorących udział w akademickich rozgrywkach w Big Ten Conference oraz Western Collegiate Hockey Association (hokej na lodzie kobiet), organizowanych przez National Collegiate Athletic Association. 

## Sekcje sportowe uczelni

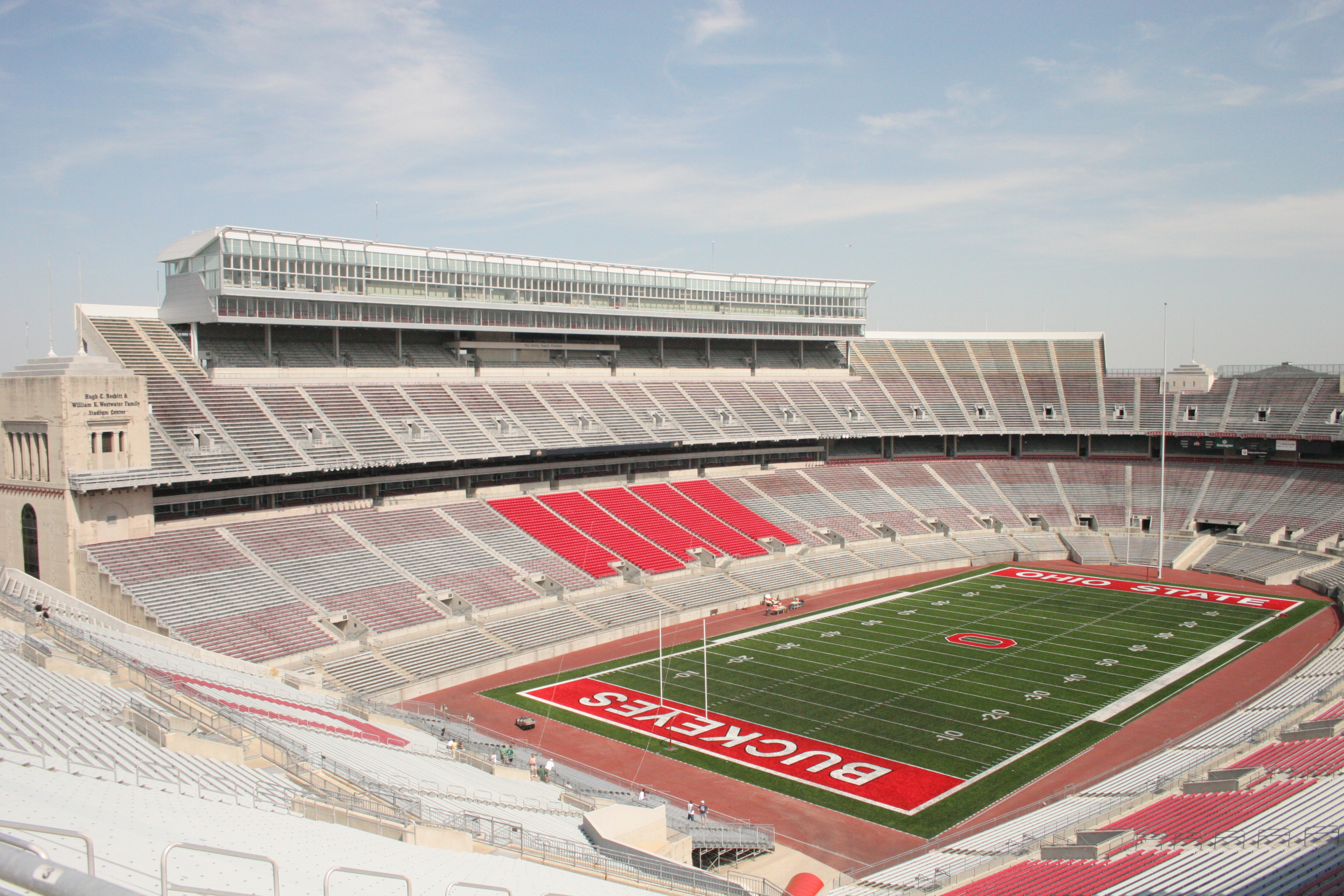
Ohio Stadium.

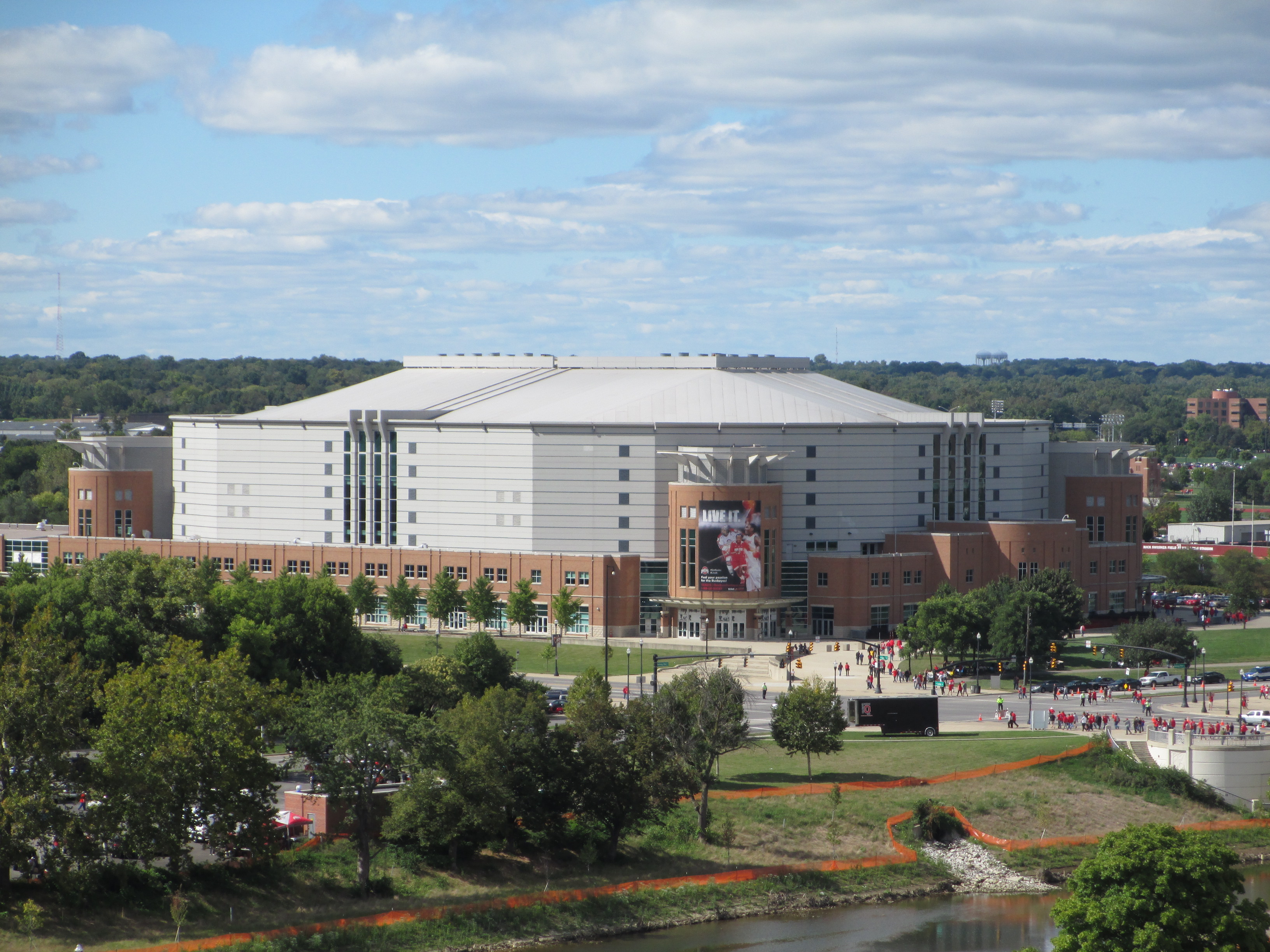
Jerome Schottenstein Center.

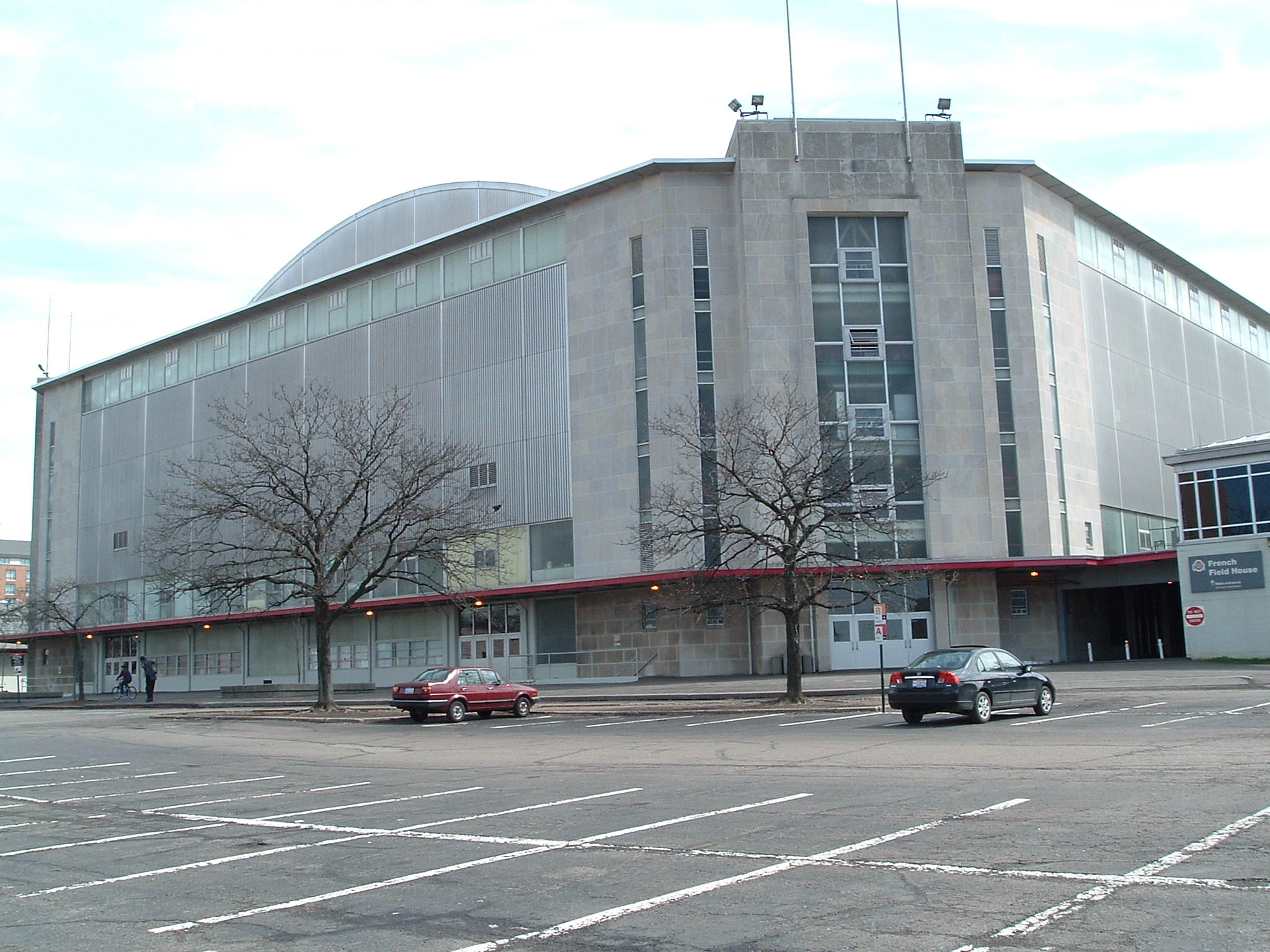
St. John's Arena.

| Mężczyźni - baseball (1): 1966 - bieg przełajowy - futbol amerykański (8): 1942, 1954, 1957, 1961, 1968, 1970, 2002, 2014 - gimnastyka sportowa (3): 1985, 1996, 2001 - golf (2): 1945, 1979 - hokej na lodzie - koszykówka (1): 1960 - lacrosse - lekkoatletyka (1): 1929 - piłka nożna - siatkówka (1): 2011 - pływanie (11): 1943, 1945, 1946, 1947, 1949, 1950, 1952, 1954, 1955, 1956, 1962 - strzelectwo - szeremierka (1): 1942 - tenis - zapasy (1) | Kobiety - akrobatyka sportowa - bieg przełajowy - gimnastyka artystyczna - golf - hokej na lodzie - hokej na trawie - koszykówka - lacrosse - lekkoatletyka - piłka nożna - siatkówka - pływanie synchroniczne - softball - strzelectwo - szermierka (3) - tenis - wioślarstwo (3) |

W nawiasie podano liczbę tytułów mistrzowskich NCAA (stan na 1 lipca 2015)

## Obiekty sportowe
- Ohio Stadium – stadion futbolowy o pojemności 104 944 miejsc[5]
- Jerome Schottenstein Center – hala sportowa o pojemności 19 500 miejsc, w której odbywają się mecze koszykówki i mecze hokeja na lodzie (17 500 miejsc)[6]

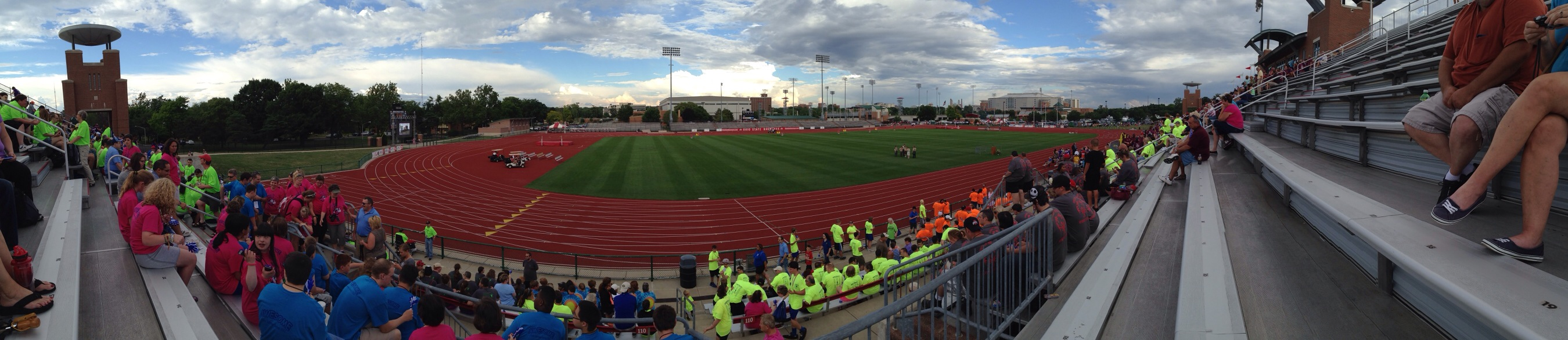
Stadion Jesse Owens Memorial

- Stadion Jesse Owens MemorialSt. John's Arena – hala sportowa o pojemności 13 276 miejsc, w której odbywają się mecze siatkówki i zawody gimnastyczne[7]
- Jesse Owens Memorial Stadium – stadion wielofunkcyjny o pojemności 10 000 miejsc, na którym odbywają się zawody lekkoatletyczne oraz mecze piłkarskie i lacrosse[8]
- Nick Swisher Field – stadion baseballowy o pojemności 4450 miejsc[9]
- The Bill and Mae McCorkle Aquatic Pavilion – hala sportowa z pływalnią o pojemności 1750 miejsc[10]
- Buckeye Field – stadion softballowy o pojemności 1500 miejsc[11]
- Varsity Outdoor Tennis Courts – korty tenisowe[12]
- Varsity Indoor Tennis Center – kryte korty tenisowe[13]
- Buckeye Varsity Field – boisko do hokeja na trawie z trybunami o pojemności 500 miejsc[14]
- French Field House – hala lekkoatletyczna[15]
- Lt. Hugh W. Wylie Range – strzelnica sportowa[16]
- Steelwood Athletic Training Facility – hala sportowa, w  której odbywają się zawody w szermierce[17]